# دانيلا هاوس
دانيلا هاوس هي عارضة كندية، ولدت في 1976.

## وصلات خارجية
- دانيلا هاوس على موقع IMDb (الإنجليزية)